# Tanjung Pamah
Tanjung Pamah is een bestuurslaag in het regentschap Karo van de provincie Noord-Sumatra, Indonesië. Tanjung Pamah telt 787 inwoners (volkstelling 2010).